# Max Dejean
Max Dejean de son vrai nom Jules, Ludovic Marx, est un acteur français né à Aubervilliers (Seine), le 2 mars 1898, et mort au Kremlin-Bicêtre (Val-de-Marne), le 14 août 1980.

## Filmographie
- 1926 : La Châtelaine du Liban de Marco de Gastyne
- 1937 : La Rose effeuillée de Georges Pallu
- 1938 : J'étais une aventurière de Raymond Bernard
- 1941 : L'Enfer des anges de Christian-Jaque
- 1945 : Les Enfants du paradis de Marcel Carné - Film tourné en deux époques -
- 1946 : Le Visiteur de Jean Dréville
- 1947 : Fausse Identité d'André Chotin
- 1947 : Fantômas de Jean Sacha
- 1949 : Au royaume des cieux de Julien Duvivier
- 1949 : Nous irons à Paris de Jean Boyer
- 1949 : Le Portefeuille de André Cerf - court métrage -
- 1950 : Juliette ou la Clé des songes de Marcel Carné
- 1951 : Piédalu à Paris de Jean Loubignac
- 1951 : La Poison de Sacha Guitry
- 1951 : Seul dans Paris de Hervé Bromberger
- 1952 : Piédalu fait des miracles de Jean Loubignac
- 1952 : La Vie d'un honnête homme de Sacha Guitry
- 1953 : Tourbillon d'Alfred Rode
- 1953 : Crainquebille de Ralph Habib
- 1953 : Minuit... Champs-Élysées de Roger Blanc
- 1953 : Piédalu député de Jean Loubignac
- 1955 : Coup dur chez les mous de Jean Loubignac
- 1955 : Je suis un sentimental de John Berry
- 1956 : Comme un cheveu sur la soupe de Maurice Regamey
- 1956 : L'Homme à l'imperméable de Julien Duvivier
- 1956 : Mon curé chez les pauvres d'Henri Diamant-Berger
- 1957 : Le Grand Bluff de Patrice Dally
- 1957 : Un certain monsieur Jo de René Jolivet

## Théâtre
- 1957 : Vous qui nous jugez de Robert Hossein, mise en scène de l'auteur,  Théâtre de l'Œuvre